# Đội Cấn
Đội Cấn, hay Ông Đội Cấn (1881 – 11 tháng 1 năm 1918) là biệt danh của Trịnh Văn Cấn, một thủ lĩnh trong cuộc binh biến chống chính quyền thực dân Pháp tại Thái Nguyên năm 1917.

## Tiểu sử
Ông tên thật là Trịnh Văn Đạt, sinh năm 1881, người làng Yên Nhiên, phủ Vĩnh Tường, nay thuộc xã Vũ Di, huyện Vĩnh Tường, tỉnh Vĩnh Phúc. Nhà nghèo, năm 1910, ông đăng lính khố xanh thay cho anh trai với cái tên là Trịnh Văn Cấn, sau thăng dần lên chức đội lính khố xanh trong cơ binh Pháp đóng ở Thái Nguyên, vì thế ông được gọi là Đội Cấn.
Tuy đi lính cho Pháp, nhưng Đội Cấn lại là người chịu ảnh hưởng và khâm phục tinh thần yêu nước chống Pháp của nghĩa quân Đề Thám. Thời gian ông đóng tại Thái Nguyên, ông kết bạn với các đồng ngũ người Việt tại đây như Đội Trường, Đội Giá, Cai Xuyên, Cai Mãnh, Ba Chén,... thường bàn bạc việc khởi nghĩa, nổi dậy chống chính quyền của Pháp ở Thái Nguyên.

## Binh biến Thái Nguyên
Giữa năm 1917, Lương Ngọc Quyến, một thành viên của Việt Nam Quang phục Hội bị Pháp bắt giữ và đưa biệt giam tại nhà lao Thái Nguyên với mức án "Chung thân cấm cố". Tại đây, Đội Cấn và các bạn đồng chí đã có những cuộc tiếp xúc với Lương Ngọc Quyến và được cổ vũ thêm tinh thần cũng như hướng dẫn các biện pháp tổ chức binh biến cướp chính quyền.
Đêm 30 rạng 31 tháng 8 năm 1917, Khởi nghĩa Thái Nguyên bùng nổ. Các binh sĩ người Việt đã hạ sát viên giám binh Pháp Noël, phá nhà tù Thái Nguyên, giải phóng 230 tù nhân. Trịnh Văn Cấn tuyên xưng Thái Nguyên quang phục quân Đại đô đốc, ủy thác Lương Ngọc Quyến làm Quân sư. Nghĩa quân sau đó triệu tập dân chúng tại Thái Nguyên, tuyên bố Thái Nguyên độc lập, đặt quốc hiệu là Đại Hùng Đế quốc, ra Tuyên ngôn và Lời kêu gọi "Chúng ta hãy mau chóng lợi dụng cơ hội ngàn năm có một, cơ hội thật hiếm có để rửa nhục, để trả thù". Số quân khởi nghĩa lên tới hơn 600 người, gồm các binh lính khố xanh, các tù nhân và một số quần chúng, sử dụng quân kỳ màu vàng đề 4 chữ "Nam binh phục quốc", góc trên bên trái lá cờ có năm ngôi sao đỏ (ngũ tinh liên châu).

## Khúc bi tráng Thái Nguyên
Đội Cấn và các chiến hữu đã làm chủ Thái Nguyên được 5 ngày. Sáng ngày 5 tháng 9 năm 1917, nhà cầm quyền Pháp điều 2 ngàn quân lên Thái Nguyên đàn áp. Ngay từ trong những phút đầu Lương Ngọc Quyến bị tử thương do bị trúng mảnh đạn pháo vào đầu (có tài liệu chép ông tự sát vì bị giam giữ quá lâu nên không thể vận động và không muốn ảnh hưởng đến việc rút quân). Do lực lượng quá chênh lệch, nghĩa quân đành phải rút quân ra ngoài thị xã trong đêm đó, rút về vùng núi Tam Đảo, giáp Vĩnh Yên, xây dựng căn cứ chống giữ.
Đội Cấn và nghĩa quân cầm cự được hơn 5 tháng. Ngày 11 tháng 1 năm 1918, trong một cuộc phản kích quân Pháp tấn công lên căn cứ tại núi Pháo, nay thuộc huyện Đại Từ, nghĩa quân bị tổn thất nặng nề, bản thân Đội Cấn bị thương nặng. Để không rơi vào quân Pháp, ông đã tự bắn vào bụng tự sát.

## Xem thêm

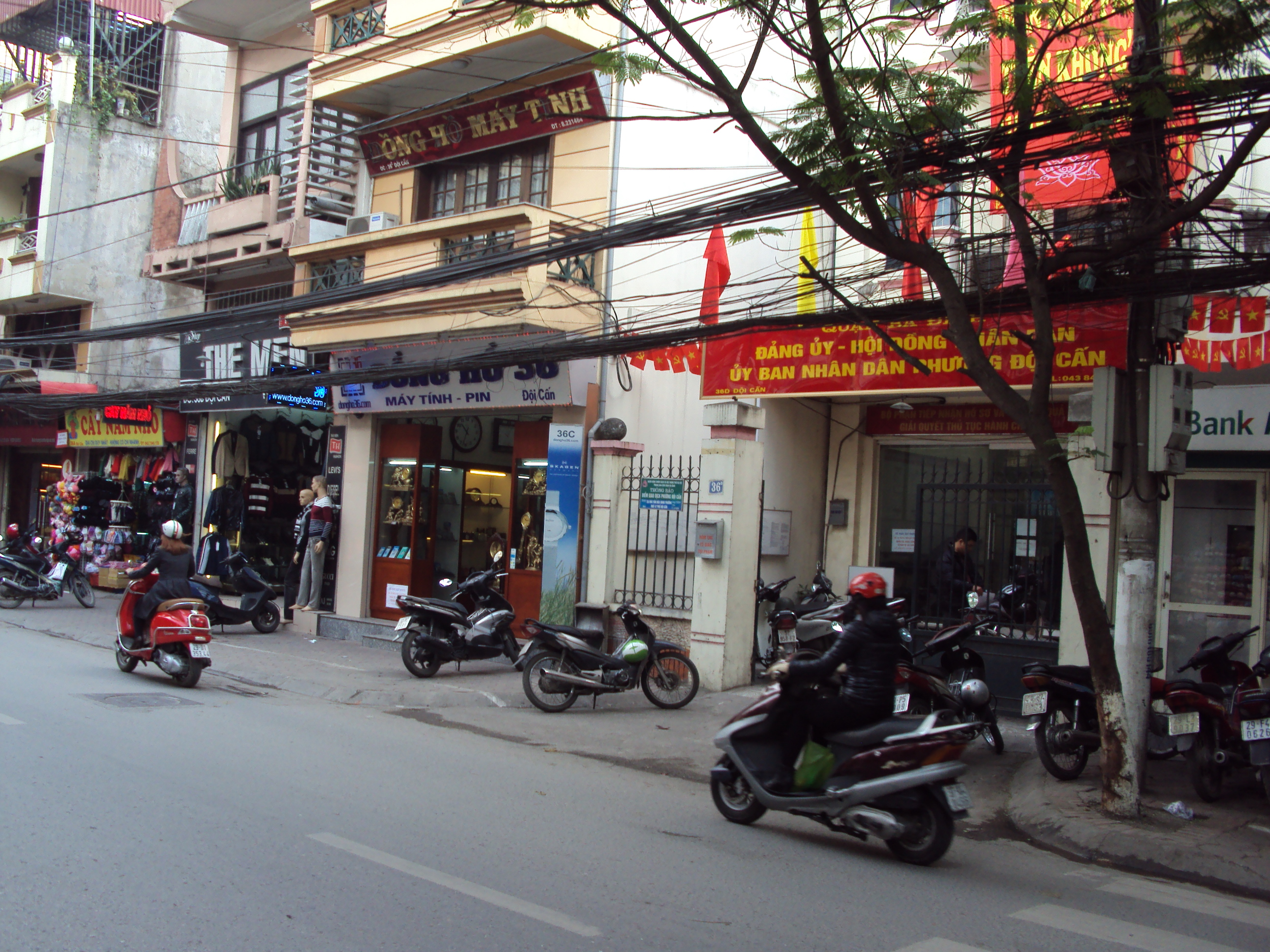
Đường Đội Cấn, Ba Đình, Hà Nội